# Chievo (Verona)
Chievo (Céo in dialetto locale) è una frazione di Verona. Ubicato sulla riva destra del fiume Adige nei pressi dell'omonima diga, a circa 4,5 km a nord-ovest del centro storico, conta circa 4 500 abitanti. Un tempo borgo isolato limitrofo alla città scaligera, e comune autonomo fino al 1923, quando fu inglobato nel comune di Verona, Chievo ha mantenuto una propria identità nonostante il notevole sviluppo urbanistico di Verona nella seconda metà del secolo scorso, evitando la completa fusione con la periferia cittadina. Dal punto di vista amministrativo, Chievo fa parte della circoscrizione 3 del Comune di Verona.

## Storia
(Leopoldo Pullè, Patria, Esercito, Re, p. 285)
Il suo nome deriva dal latino "clivius mantici", ossia "la collina del (bosco) mistico". Oggi è una verde frazione della periferia ovest di Verona, ma ha origine come abitato agricolo e pastorizio già in epoca preromana. Una selva sterminata che si stendeva su valli e pendìi, in vista delle colline e solcata dall'Adige, che in questo luogo, nella sua ansa, creava un'isola. Su questa venne creato un porto fluviale ed una segheria, attorno alla quale sorsero i primi molini.
Tutt'oggi il nome di molte contrade svela l'importanza del borgo già in epoca longobarda (Bionde dal germanico Biunt).
Pipino, figlio di Carlo Magno, donò alla parrocchia di San Procolo l'intera regione che appartenne quindi alla contrada di San Zeno fino ai tempi recenti. Poco più a ovest dell'isola, sempre lungo l'Adige, si ergeva una chiesa risalente al XII secolo.
Questa, intitolata a Santa Maria Clivense, era affiancata da un torrione fortificato, in cui avrebbe alloggiato anche l'imperatore Federico Barbarossa, e da uno ospedale gestito da benedettini. La corte Bionde è l'edificio che meglio conserva le tracce storiche medievali.
Tra questo borgo e la città, si incontravano un piccolo monastero dedicato a sant'Agata, la chiesetta di santa Caterina e quella di sant'Ignazio mentre, proseguendo verso Bussolengo, vi erano la chiesa dei santi Modesto e Crescenzio (conosciuta come chiesa vecchia di San Vito), San Giacomo Apostolo al Corno e San Giovanni Battista al Corno Basso. Esclusi questi ultimi tre, gli altri edifici non esistono più, compreso il primitivo borgo del Chievo che sorgeva nella penisola di
Boscomantico, in posizione strategicamente sopraelevata e circondata dal fiume su tre dei suoi quattro lati. Dal 1350 al 1450, infatti, il porto dell'isola aveva acquistato così tanta importanza che l'intero borgo, gradualmente, vi si trasferì per rimanervi fino ad oggi. Qui fu fondata in quel tempo l'attuale chiesa parrocchiale, il cui parroco era eletto dai capifamiglia del luogo.La salubrità del clima e la rigogliosità della flora fecero sorgere numerose ville gentilizie di nobili veronesi, in alcune delle quali soggiornarono vari imperatori d'Austria e sovrani Sabaudi, tra le quali la villa Pullè, la più grande e bella, oggi abbandonata.

## Monumenti e luoghi d'interesse
- Chiesa di Sant'Antonio Abate: questo nuovo edificio, rimasto l'unico, era più grande degli altri ed inglobava due costruzioni antecedenti: una cappella della Vergine Ausiliatrice ed un piccolo oratorio dedicato a San Pietro. I resti di questi edifici probabilmente sono da ricercarsi nella chiesetta d'inverno del complesso canonicale, detta anche cappella delle reliquie. L'insieme fu dedicato al mistico eremita egiziano Antonio (guaritore e protettore degli animali domestici, vissuto nel III secolo). La chiesa subì molti rimaneggiamenti in stile neogotico e neoclassico durante i secoli XVII e XVIII, nel 1922 si installò l'organo e nel 1937 venne prolungata di due sezioni. Solo un affresco è ciò che rimane oggi della testimonianza medievale. Vi é una "Pietà", d'epoca trecentesca, fu traslata nella moderna parrocchiale dalla sua sede originaria: un capitello che nel '500 dovette essere demolito per la realizzazione della spianata.
- La villa Pullè, la più grande e bella, è oggi in stato di deprecabile abbandono e, con essa, i suoi meravigliosi affreschi. In questa villa soggiornarono vari imperatori d'Austria e sovrani Sabaudi, tra i quali: Maria Beatrice d'Este, Ferdinando Carlo d'Austria, Giuseppe II d'Asburgo-Lorena e Umberto I di Savoia.

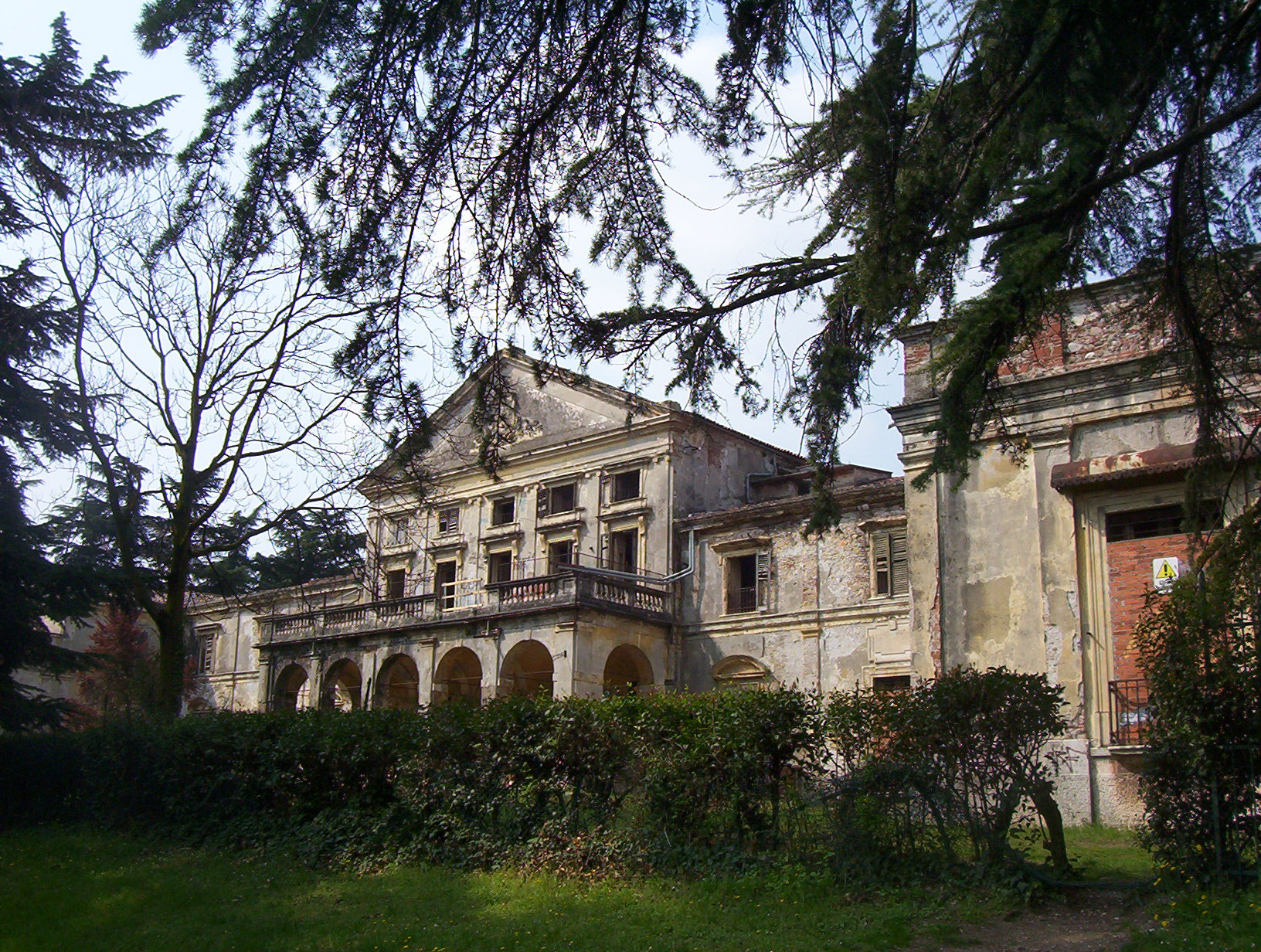
La facciata di Villa Pellegrini Marioni Pullè, ormai in abbandono

### Altro
- Altri luoghi d'indubbio interesse sono il forte austriaco, il molino della Sorte, la località di Boscomantico (con il suo aeroporto e l'ex base militare), la Turbina (dove sorge l'antica omonima idrovora che consente l'irrigazione delle campagne limitrofe), la contrada del Cason e le ciclabili dei canali Camuzzoni e Biffis dalle quali si ammirano verdi campagne e storiche ville.

## Società

### Tradizioni e folclore
A Chievo esiste una storica scuola campanaria, fondata nel 1808, che tiene esecuzioni secondo la tecnica dei concerti di Campane alla veronese.
Il monumentale campanile, infatti, ospita nove brillanti campane in scala di Mib3 calante, più semitono di quarta eccedente. I bronzi sono stati fusi dalle fonderie Cavadini, Colbachini e De Poli. Il vecchio campanile ospitava 5 campane in La bemolle fuse nel 1808 dalla ditta Partilora di Verona. Nel 1892 furono sostituite con le attuali. Il nuovo campanile, costruito nel 1947, coesistette per molti anni con quello vecchio romanico, in seguito abbattuto. La frazione venne conosciuta in quel tempo come "il paese dei due campanili".
Si ricorda anche la famosa "sagra del ceo" che si tiene ogni anno nelle prime settimane di settembre.

## Sport

### Calcio
Dal punto di vista sportivo, alla frazione è legata l'omonima società calcistica. La squadra di Chievo dopo essersi già spinta oltre le divisioni regionali nei decenni precedenti, nel 2001 ha ottenuto una storica promozione in Serie A, e nella stagione d'esordio in massima serie ottenne la qualificazione alla Coppa Uefa. Quella squadra, allenata da Gigi Delneri, che sorprese tutta l'Italia venne ribattezzata dai media come "Chievo dei miracoli". Il Chievo nella stagione 2005-2006 ottenne la qualificazione in Champions League, dove non si spinse oltre i preliminari. Dopo quasi vent’anni di Serie A il Chievo nell’estate del 2021 é stato dichiarato fallito, ed é nata una nuova società: la F.C Clivense, presieduta dall'ex bandiera del Chievo Sergio Pellissier, che dopo aver raggiunto la Serie D, nel 2024 ha acquisito il marchio della vecchia società, riprendendone la tradizione sportiva e la storica denominazione di Associazione Calcio ChievoVerona.